# Vojislav Ivetić
Vojislav Ivetić (Priluka, kraj Livna, 31. kolovoza 1920. — Besarići, na Žumberku, 30. siječnja 1943.) bio je sudionik Narodnooslobodilačke borbe i narodni heroj Jugoslavije.

## Životopis
Rodio se je 31. kolovoza 1920. godine u selu Priluci kraj Livna. Po završetku gimnazije 1940. godine upisao se na Vojnu akademiju. 
Sudionik Narodnooslobodilačke borbe je od 1941. godine. Kad je izbio oružani ustanak 27. srpnja, Vojislav je bio na čelu ustaničke čete iz sela Kazanaca i predvodio ju je u prvim borbama protiv ustaša.
Dana 13. rujna u selu Gornjim Kazancima, Vojislav je bio postavljen za političkog komesara partizanskog odreda. Početkom 1942. godine, primljen je za člana Komunističke partije Jugoslavije. U to vrijeme, Ivetić je postavljen za političkog komesara Druge čete partizanskog bataljuna „Starac Vujadin“.
Svibnja 1942. godine prebacio se u Liku. Ondje je bio postavljen za operativnog časnika bataljuna, a 4. studenog na dužnost operativnog časnika Trinaeste udarne brigade.
Poginuo je 30. siječnja 1943. godine kod sela Besarića na Žumberku u borbi protiv talijanskih fašista.
Ukazom Prezidija Narodne skupštine Federativne Narodne Republike Jugoslavije, 5. srpnja 1951. godine, proglašen je za narodnog heroja.